# Isepeolus wagenknechti
Isepeolus wagenknechti là một loài Hymenoptera trong họ Apidae. Loài này được Toro & Rojas mô tả khoa học năm 1968.